# Viola riloensis
Viola riloensis är en violväxtart som beskrevs av Wilhelm Becker. Viola riloensis ingår i släktet violer, och familjen violväxter. Inga underarter finns listade i Catalogue of Life.